# Ziti

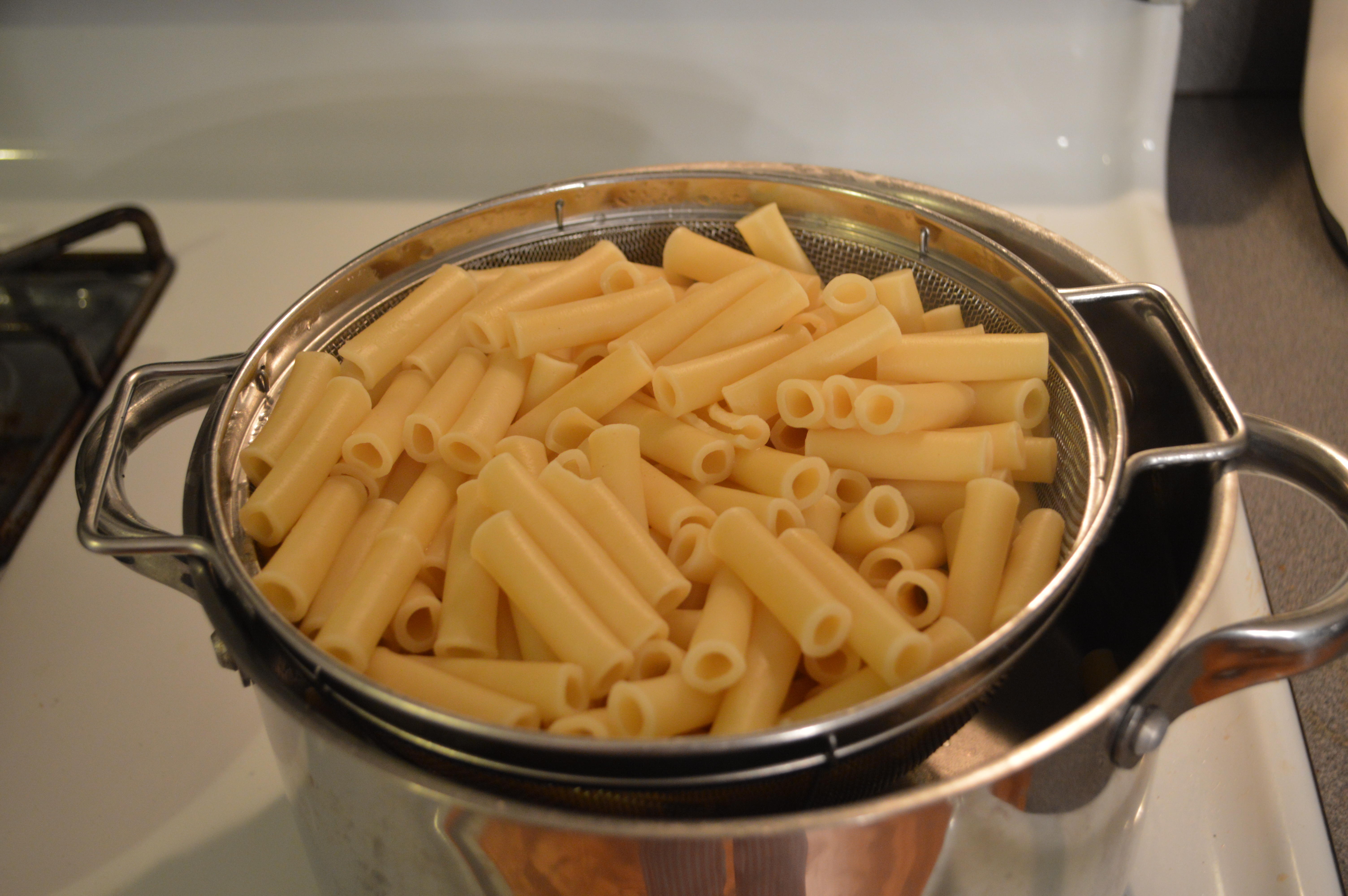
Ugotowany makaron ziti (cięty)

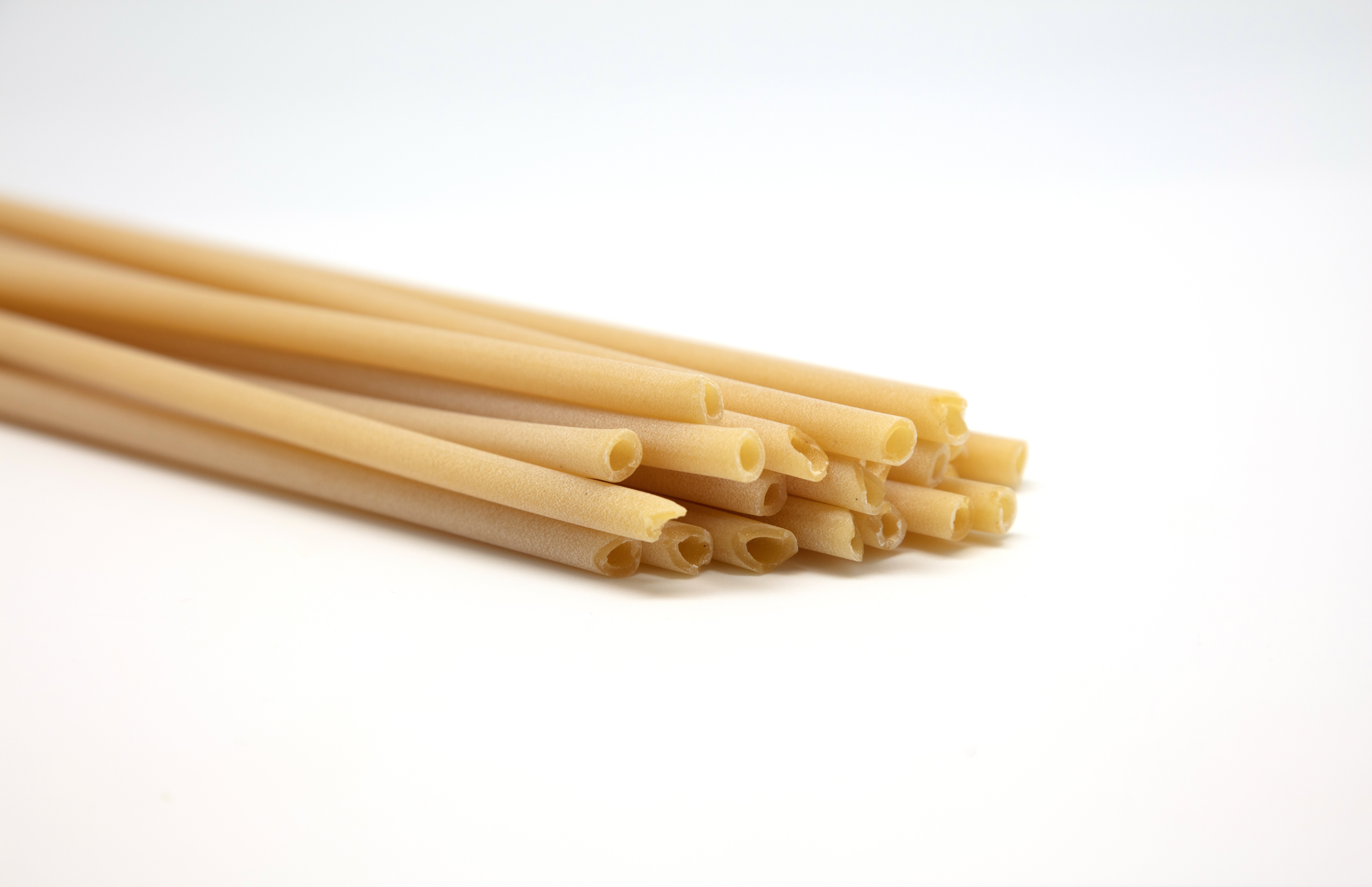
Ziti (długi)

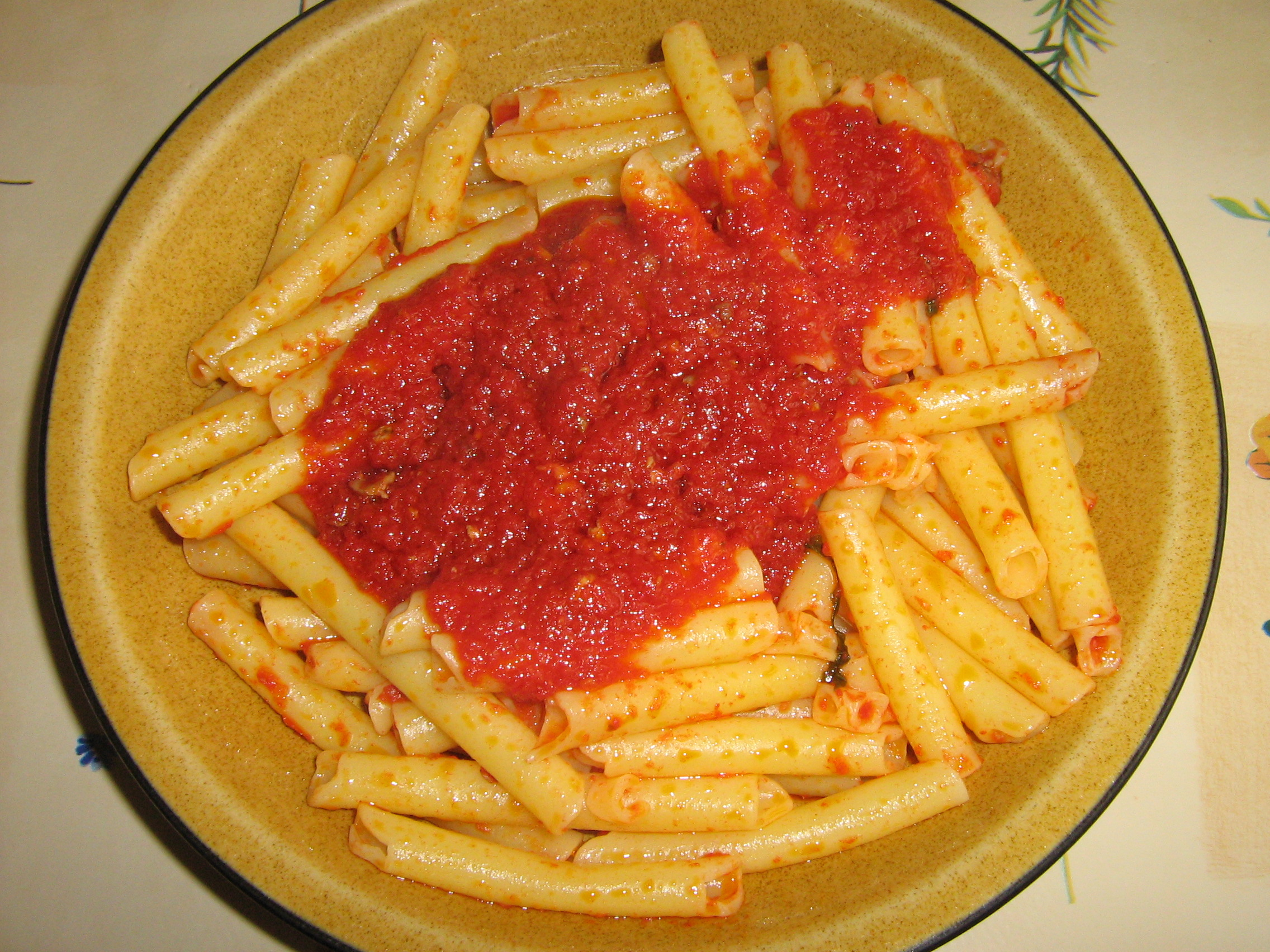
Ziti (długi, ręcznie połamany) z sosem

Ziti [ˈdziːti]  – makaron typowy dla kuchni włoskiej, zbliżony do penne i rigatoni. Nazwa pochodzi od włoskiego zito, czyli oblubieniec. Są to rurki o średnicy ok. 6 mm. Mogą być długie, czyli 25 centymetrowe (czasem nawet dłuższe) lub krótsze o długości mniej więcej od 4 cm do 7,5 cm. Cięcia wykonane są pod kątem prostym. Dłuższe rurki ziti często łamie się przed gotowaniem. W porównaniu do penne, ugotowany makaron ziti jest bardziej miękki i „maślany”.
Ziti rigati to rzadziej spotykany, rowkowany makaron ziti. Zitoni to makaron nieco szerszy od ziti, również o różnej długości.
Ziti nadaje się doskonale do nadziewania sosami lub tworzenia zapiekanek. Klasyczna zapiekanka z użyciem ziti składa się z pomidorowego sosu marinara, małych kiełbasek, mięsa mielonego, sera mozzarella, a także w różnych wariantach: grzybów i warzyw, np. papryki. Wierzch można posypywać parmezanem, celem uzyskania efektu  chrupkości. Zapiekanka z ziti podawana jest tradycyjnie na weselach i innych radosnych uroczystościach.